# Polyplacotomia
Polyplacotomia là một lớp động vật thuộc ngành Placozoa, đến nay lớp này chỉ bao gồm một loài duy nhất Polyplacotoma mediterranea. Nó được đề xuất vào năm 2022 bởi Tessler và cộng sự. Hình thái của chúng nổi bật và khác với các loài của lớp Uniplacotomia. Nó khác với Uniplacotomia bởi 76 gen hiện diện duy nhất và 600 gen không có.